# برادلی انکوانا
برادلی انکوانا (انگلیسی: Bradley Nkoana؛ زادهٔ ۲۹ ژانویهٔ ۲۰۰۵) دونده سرعت اهل آفریقای جنوبی است.